# 김원석 (연출가)
김원석은 대한민국의 텔레비전 감독이다.

## 경력
- 1999년 ~ 2001년 : Mnet 프로듀서
- 2001년 ~ 2011년 : KBS 드라마본부 프로듀서
- 2011년 ~ 2016년 : CJ ENM 프로듀서
- 2016년 ~ 2019년 : 스튜디오 드래곤 프로듀서
- 2020년 ~ 현재 : 바람픽쳐스 프로듀서

## 연출 작품
- KBS 월화드라마 《열여덟 스물아홉》 (2005년 3월 7일 ~ 2005년 4월 26일)
- KBS TV소설 《고향역》 (2005년 8월 29일 ~ 2006년 3월 18일)
- KBS TV소설 《강이 되어 만나리》 (2006년 3월 20일 ~ 2006년 11월 4일)
- KBS 드라마시티 《GOD》 (2007년 7월 7일)
- KBS 드라마시티 《이중장부 살인사건》 (2007년 9월 8일)
- KBS 대하드라마 《대왕세종》 (2008년 1월 5일 ~ 2008년 11월 16일)
- KBS 수목드라마 《파트너》 (2009년 6월 24일 ~ 2009년 8월 13일)
- KBS 수목드라마 《신데렐라 언니》 (2010년 3월 31일 ~ 2010년 6월 3일)
- KBS 월화드라마 《성균관 스캔들》 (2010년 8월 30일 ~ 2010년 11월 2일)
- Mnet 금요드라마 《몬스타》 (2013년 5월 17일 ~ 2013년 8월 2일)
- tvN 금토드라마 《미생》 (2014년 10월 17일 ~ 2014년 12월 20일) (tvN 8주년 특별기획 드라마로 방송됨)
- tvN 금토드라마 《시그널》 (2016년 1월 22일 ~ 2016년 3월 12일) (tvN 10주년 특별기획 드라마로 방송됨)
- tvN 수목드라마 《나의 아저씨》 (2018년 3월 21일 ~ 2018년 5월 17일)
- tvN 토일드라마 《아스달 연대기》 (2019년 6월 1일 ~ 2019년 7월 7일)
- 넷플릭스 드라마 《폭싹 속았수다》 (2025년 3월 7일 ~ 2025년 3월 28일)

## 수상 경력
- 2011년 제47회 백상예술대상 TV 부문 신인연출상 - 성균관 스캔들
- 2011년 제4회 코리아 드라마 어워즈 연출상 - 성균관 스캔들
- 2015년 제51회 백상예술대상 TV 부문 연출상 - 미생
- 2015년 대한민국 콘텐츠 대상 대통령 표창 (방송 영상 산업 발전 유공 포상) - 미생
- 2016년 제52회 백상예술대상 TV 부문 작품상 - 시그널
- 2018년 제2회 더 서울어워즈 드라마 부문 대상 - 나의 아저씨
- 2018년 아시아태평양 스타 어워즈 연출상 - 나의 아저씨
- 2019년 제55회 백상예술대상 TV 부문 작품상 - 나의 아저씨